# Кейласький район
Ке́йласький райо́н (ест. Keila rajoon, рос. Кейлаский район) — адміністративно-територіальна одиниця Естонської РСР з 26 вересня 1950 до 28 березня 1962 року.

## Географічні дані
Площа району станом на 1955 рік — 1143,1 км2, чисельність населення на 15 січня 1959 року становила 30 528 осіб.
Адміністративний центр — місто Кейла.

## Історія
26 вересня 1950 року в процесі скасування в Естонській РСР повітового та волосного адміністративного поділу утворений Кейласький сільський район, який безпосередньо підпорядковувався республіканським органам. До складу новоутвореного району ввійшли міста Кейла, Палдіскі та 13 сільських рад: Вазалеммаська, Вігтерпалуська, Гайбаська, Йоаська, Кейласька, Клооґаська, Клоостріська, Лайтсеська, Ніссіська, Пиллкюласька, Рістіська, Руйласька, Турбаська. Адміністративним центром визначено місто Кейла
Після прийняття 3 травня 1952 року рішення про поділ Естонської РСР на три області Кейласький район включений до складу Талліннської області. Проте вже 28 квітня 1953 року області в Естонській РСР були скасовані і в республіці знов повернулися до республіканського підпорядкування районів.
20 березня 1954 року відбулася зміна кордонів між районами Естонської РСР, зокрема Кейласький район отримав 104,02 га земель від Мяр'ямааського району і віддав 161,54 га — Гаапсалуському району.
17 червня 1954 року розпочато в Естонській РСР укрупнення сільських рад, після чого в Кейлаському районі замість 13 залишилися 7 сільрад: Вазалеммаська, Кейласька, Кернуська, Клооґаська, Ніссіська, Падізеська й Рістіська.
3 вересня 1960 року в Кейлаському районі ліквідована Кернуська сільрада, а її територія відійшла до Ніссіської сільської ради.
28 березня 1962 року скасовано Кейласький район, територія якого приєднана до Гар'юського району.

## Адміністративні одиниці
Міста Антсла та Палдіскі мали районне підпорядкування.
| Сільрада       | 1950 | 1954 | 1954 | 1960 | 1962 |
| -------------- | ---- | ---- | ---- | ---- | ---- |
| Вазалеммаська  |      |      |      |      |      |
|                |      |      |      |      |      |
|                |      |      |      |      |      |
| Вігтерпалуська |      |      |      |      |      |
|                |      |      |      |      |      |
|                |      |      |      |      |      |
| Гайбаська      |      |      |      |      |      |
|                |      |      |      |      |      |
|                |      |      |      |      |      |
| Йоаська        |      |      |      |      |      |
|                |      |      |      |      |      |
|                |      |      |      |      |      |
| Кейласька      |      |      |      |      |      |
|                |      |      |      |      |      |
|                |      |      |      |      |      |
| Кернуська      |      |      |      |      |      |
|                |      |      |      |      |      |
|                |      |      |      |      |      |
| Клооґаська     |      |      |      |      |      |
|                |      |      |      |      |      |
|                |      |      |      |      |      |
| Клоостріська   |      |      |      |      |      |
|                |      |      |      |      |      |
|                |      |      |      |      |      |

| Сільрада     | 1950 | 1954 | 1954 | 1960 | 1962 |
| ------------ | ---- | ---- | ---- | ---- | ---- |
| Лайтсеська   |      |      |      |      |      |
|              |      |      |      |      |      |
|              |      |      |      |      |      |
| Ніссіська    |      |      |      |      |      |
|              |      |      |      |      |      |
|              |      |      |      |      |      |
| Падізеська   |      |      |      |      |      |
|              |      |      |      |      |      |
|              |      |      |      |      |      |
| Пиллкюласька |      |      |      |      |      |
|              |      |      |      |      |      |
|              |      |      |      |      |      |
| Рістіська    |      |      |      |      |      |
|              |      |      |      |      |      |
|              |      |      |      |      |      |
| Руйласька    |      |      |      |      |      |
|              |      |      |      |      |      |
|              |      |      |      |      |      |
| Турбаська    |      |      |      |      |      |
|              |      |      |      |      |      |
|              |      |      |      |      |      |

## Друкований орган
26 жовтня 1950 року тричі на тиждень почала виходити газета «Bolševistlik Sõna» («Болшевістлік Сина», «Більшовицьке слово»), друкований орган Кейласького районного комітету комуністичної партії Естонії та Кейласької районної ради депутатів трудящих. Газета під цією назвою друкувалася до кінця 1952 року. 1 січня 1953 року черговий номер вийшов під назвою «Kollektiivne Töö» («Коллектійвне Тєе», «Колективна праця»). Дата останнього номера газети — 3 квітня 1962 року.